# Aeroporto di Bor
L'Aeroporto di Bor è un aeroporto serbo situato a 3 km da Bor.